# Руслан Хасбулатов
Руслан Имранович Хасбулатов е руски и съветски учен, публицист и политик, член-кореспондент на Руската академия на науките, и.д. председател на Върховния съвет на СССР, последен председател на Върховния съвет на Руската СФСР. Първоначално е близък сподвижник на Борис Елцин, по-късно става негов основен опонент.

## Биография
Етнически чеченец. След депортирането на чеченците семейството му се заселва в Казахстан, където преминава неговото детство и юношество. От 1962 година следва в Московски държавен университет „Ломоносов“, където завършва право (1966) в Юридическия факултет и аспирантура (1970), като защитава дисертация за кандидат на науките и (1980) дисертация за доктор на науките. Преподава в Руската икономическа академия „Г. В. Плеханов“ от 1978 г. Член-кореспондент на Руската академия на науките от 1991 г.
В началото на 1990 година е избран за народен представител от Грозненския национално-териториален избирателен окръг №37 (ЧИАССР). На 5 юни 1990 година е избран за първи заместник-председател, по-късно – за председател на Върховния съвет на РСФСР. Изиграва решаваща роля в потушаването на Августовския пуч през 1991 г. Хасбулатов е сред основните участници в Руската конституционна криза от 1993 г.